# Jon-Jontjärnen
Jon-Jontjärnen är en sjö i Vilhelmina kommun i Lappland och ingår i Gideälvens huvudavrinningsområde.